# 12345政务服务便民热线
12345政务服务便民热线，或称市长热线、市长公开电话、市政热线、市民热线、12345热线等，北京市又称非紧急救助服务中心，是中國大陸開通的一個政務電話熱線。普通民众可以通過12345熱線與政府部門進行溝通、反映问题等。
2021年1月6日，中国政府网发布《国务院办公厅关于进一步优化地方政务服务便民热线的指导意见》，提出加快推进除110、119、120、122等紧急热线外的政务服务便民热线归并，让政府办事效率提高。各地区归并后的热线统一为“12345”。
2021年4月30日，上海的12319城建服务热线、12329住房公积金热线、962121物业服务热线合并至12345市民服务热线。
除电话热线外，各地亦有开设12345网络平台，可通过网络写信、诉求件等形式与市长、市政部门进行沟通。